# 울리히 빌트그루버
울리히 빌트그루버(독일어: Ulrich Wildgruber, 1937년 11월 18일~1999년 11월 30일)는 독일의 배우이다. 1963년에 연극 배우 활동을 시작한 후 1970년부터 1999년까지 50여편 이상의 영화에 출연했다. 1999년에 지병인 심장병으로 인해 배우 활동을 못하게 될까 두려워하다가 질트섬에서 북해로 투신 자살했다. 

## 개인사
1975년에 극작가인 베라 빌트그루버와 결혼하여 딸 올가를 낳았다. 두 사람을 1980년대에 이혼했으며 이후 자살했을 때까지 배우인 마르티나 게데크와 동거했다.